# Cotinus chiangii
Cotinus chiangii är en sumakväxtart som först beskrevs av D. A. Young, och fick sitt nu gällande namn av J. Rzedowski & G. Calderón de Rzedowski. Cotinus chiangii ingår i släktet perukbuskar, och familjen sumakväxter. Inga underarter finns listade i Catalogue of Life.